# 東京最高のレストラン
『東京最高のレストラン』（とうきょうさいこうのレストラン）は、ぴあ株式会社が毎年出版する日本のグルメガイド本。

## 概要
「東京最高のレストラン」は、気鋭な食論家、フードライターなどプロの食べ手が東京都内の店を巡り、独自の基準で審査したグメルガイド本。毎年刊行されている。覆面調査ではなく、審査員が実名で店舗を訪問し、評価する。巻頭では、その年の注目店が、フレンチ・イタリアン中国料理・日本料理&鮨・その他のジャンルごとに数店ずつ紹介されている。この「注目店」は、1年の間に採点者が訪問して特に評価が高かった店舗が取り上げられる。近年は同書籍が白い表紙であることから、「白本」とも呼ばれている。ちなみに、ミシュランガイドは「赤本」とも呼ばれている

## 審査
- 明確な審査基準設けず、採点者ひとりひとりの裁量に任される。
- サービス、味、コストパフォーマンスなど、採点者によって重きをおくポイントは違う。採点者プロフィールに採点のポイントが記載されている
- 1つ★～5つ★★★★★で評価する。